# AUGUST FAN BOX
《AUGUST FAN BOX》是日本成人游戏公司AUGUST于2004年8月27日发售的Fan disc，官方称之为“东奔西走的美妙网咖ADV+各种各样的内容”。

## 概要
本游戏收录了AUGUST到此为止发布的所有游戏（《Binary Pot》《Princess Holiday》《月东日西》）中登场的各角色共同出场演出的短篇故事共十数篇，同时还收录了以上游戏（包括家用机版）的各种相关信息和内容及其体验版。
相关内容还包括了《Princess Holiday》和《月东日西》）的用户手册、相关商品使用的绘画、家用机版本追加角色的草稿画集与Comic Market发布的印刷品中使用的绘画。

## 登场角色
详细请参考以下条目：
- Binary Pot
- Princess Holiday
- 月东日西

## 收录内容
- 短篇故事
- 数据库“AUGUSTISC Chronicle”
- Princess PONday（将麻将简化后称之为的桌面游戏）
- 特制小册子
- 重编曲音乐CD

## 主题曲
jewelry days
歌手・作词：榊原由依、作曲・编曲：DJ SHIMAMURA